# Mireia Conde Mateos
Mireia Conde Mateos   (Santa Margarida de Montbui, 28 d'abril de 1992) és una esportista catalana, pilot de trial. Integrant l'equip estatal ha guanyat el Trial de les Nacions en categoria femenina els anys 2008, 2010, 2011 i 2012. Després d'uns anys competint amb Beta, formà part de l'equip oficial d'Ossa juntament amb Jeroni Fajardo una temporada durant el 2011, retornant després a Beta.

## Palmarès
| Any          | Motocicleta  | C. del Món femení | C. d'Europa femení | TDN femení | C. d'Espanya femení |
| ------------ | ------------ | ----------------- | ------------------ | ---------- | ------------------- |
| 2005         | Gas Gas      | -                 | -                  | -          | 3a                  |
| 2006         | Gas Gas      | -                 | -                  | -          | 4a                  |
| 2007         | Beta         | -                 | -                  | -          | 3a                  |
| 2008         | Beta         | 15a               | -                  | 1a         | 2a                  |
| 2009         | Beta         | 7a                | -                  | 2a         | 2a                  |
| 2010         | Beta         | 9a                | 12a                | 1a         | 7a                  |
| 2011         | Ossa/Beta    | 9a                | 7a                 | 1a         | 2a                  |
| 2012         | Beta         | 7a                | -                  | 1a         | 1a                  |
| 2013         | Beta         | 6a                | -                  | 2a         | 1a                  |
| Total títols | Total títols | 0                 | 0                  | 4          | 2                   |

Notes
1. ↑   La classificació consignada a TDN fa referència a la posició final obtinguda per l'equip estatal
2. ↑   Al total de títols s'hi compten tots els campionats internacionals guanyats, incloent-hi el TDN